# Behta Hajipur
Behta Hajipur – miasto w północnych Indiach w stanie Uttar Pradesh, na Nizinie Hindustańskiej.
Populacja miasta w 2001 roku wynosiła 94 414 mieszkańców.